# 金緣短吻獅子魚
金緣短吻獅子鱼，为輻鰭魚綱鮋形目杜父魚亞目狮子鱼科的其中一種。分布於西南大西洋的福克蘭群島海域，本魚體延長，尾鰭圓形，腹膜深褐色，兩對的小胸膜的肋骨。尾下骨碟有縱向的裂縫，上唇有厚且深的摺層，鰓裂胸鰭上方基底。體長可達6公分，背鰭軟條48枚；臀鰭軟條43枚；脊椎骨54個，屬深海魚類，棲息在水深1660公尺的水域，生活習性不明。